# シュトラールズント歴史地区とヴィスマール歴史地区
シュトラールズント歴史地区とヴィスマール歴史地区（シュトラールズントれきしちくとヴィスマールれきしちく）はドイツの世界遺産のひとつである。ドイツのメクレンブルク＝フォアポンメルン州のシュトラールズントとヴィスマールは、ともにハンザ都市として栄え、一時スウェーデン領となるなど、共通する歴史的経緯をたどってきた。それらの旧市街には、かつての歴史的経緯や地勢を反映し、ゴシック様式のレンガ建築群をはじめとする美しい建造物群が並んでいることが評価され、2002年にUNESCOの世界遺産リストに登録された。

## 構成資産
ヴィスマールとシュトラールズントは、ロストックとともに、いずれもリューベックからの移民によって築かれた。リューベックから約 60 キロメートル間隔のバルト海沿岸にロストック（1218年）、ヴィスマール（1229年）、シュトラールズント（1234年）が相次いで築かれたのは、コグ船の航行距離に起因するものだという。ヴィスマールとシュトラールズントは、レンガ造りのゴシック建築などに特色があり、建造物群はその技術的発展などを伝えている。

### ヴィスマール
ヴィスマールは1229年に建設された都市である。三十年戦争を経て、シュトラールズントとともにスウェーデン領となった（1648年 - 1803年）。ヴィスマールは メクレンブルク大公国領となった後もスウェーデンとの繋がりが曖昧な形で残存し、正式にドイツ領となったのは1903年のことであった。
市庁舎が面するマルクト広場は100メートル四方で、「北ドイツのもっとも美しい広場」という評価もある。広場に面する家々は幅広い時代にまたがって時代ごとの建築様式を伝えており、ハンザ商人たちが建てたものの他、スウェーデン時代に建てられた淡い色のファサードの建物が混在する。
そのマルクト広場に面する建物の一つが、ヴィスマール最古の建築物でもある1380年建設のアルター・シュヴェーデ（「年寄りのスウェーデン人」の意味）である。1878年以降は、居酒屋になっている（レストランと表現する文献もある）。アルター・シュヴェーデが広場の東側に面するのに対し、南側には、ヴァイマール名物のビール醸造とも結びつく古井戸のある建物ヴァッサークンストがある。これは1602年に建てられ、19世紀半ばに現存する形に整えられたもので、クンスト（芸術）を含む名称は19世紀半ばの改築に伴うものであった。
聖マリア教会（マリエン教会）は第二次世界大戦で被災し、1960年に塔以外が取り壊された。残された高さ80 メートルの塔は、かつては入港する船にとって、目印として機能していたものである。
聖ニコライ教会はフランスの大聖堂を手本として、1380年から1508年にかけて建てられたものであり、レンガ建築の聖堂としては世界で2番目の高さを持つ（1位はリューベックの聖母マリア教会）。教会堂の天井の高さはドイツで4番目。内部では、1430年ごろ作製の、様々な聖人の彫像に飾られた「小売商人ギルドの祭壇」をはじめとする豪華、多彩な調度品に飾られている。
聖ゲオルク教会もレンガ造りの聖堂で、13世紀末から15世紀に建てられた後期ゴシック建築である。聖マリア教会、聖ゲオルク教会は第二次世界大戦で大きく被害を受けた上、聖ニコライ教会ともども、ドイツ民主共和国時代に大きく損なわれたが、ドイツ再統一後に修復されている。
16世紀建設のシャッベルハウス (Schabbellhaus) は、当時、市長を勤めた豪商のヒンリヒ・シャッベルの邸宅であり、現在は歴史博物館になっている。この建物はネーデルラント・ルネサンス様式の赤レンガ造り3階建ての建物で、ハンザ商人のかつての館の様子を知るのに好適である。
世界遺産登録面積は80 ha（緩衝地帯 108 ha）である。

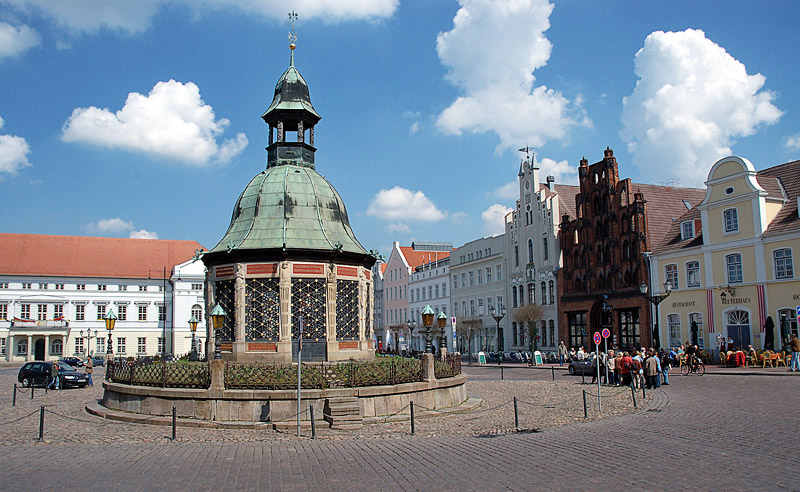
マルクト広場
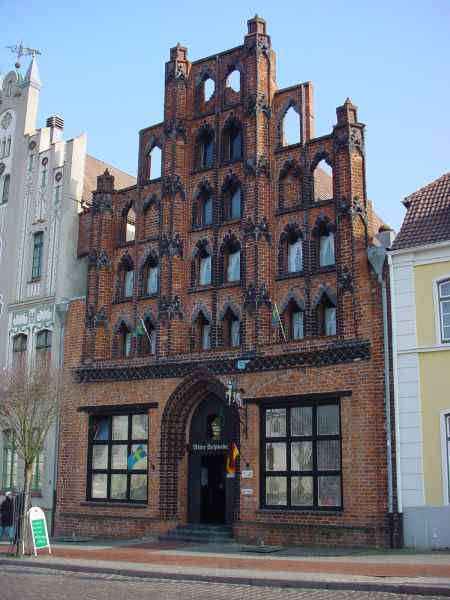
アルター・シュヴェーデ
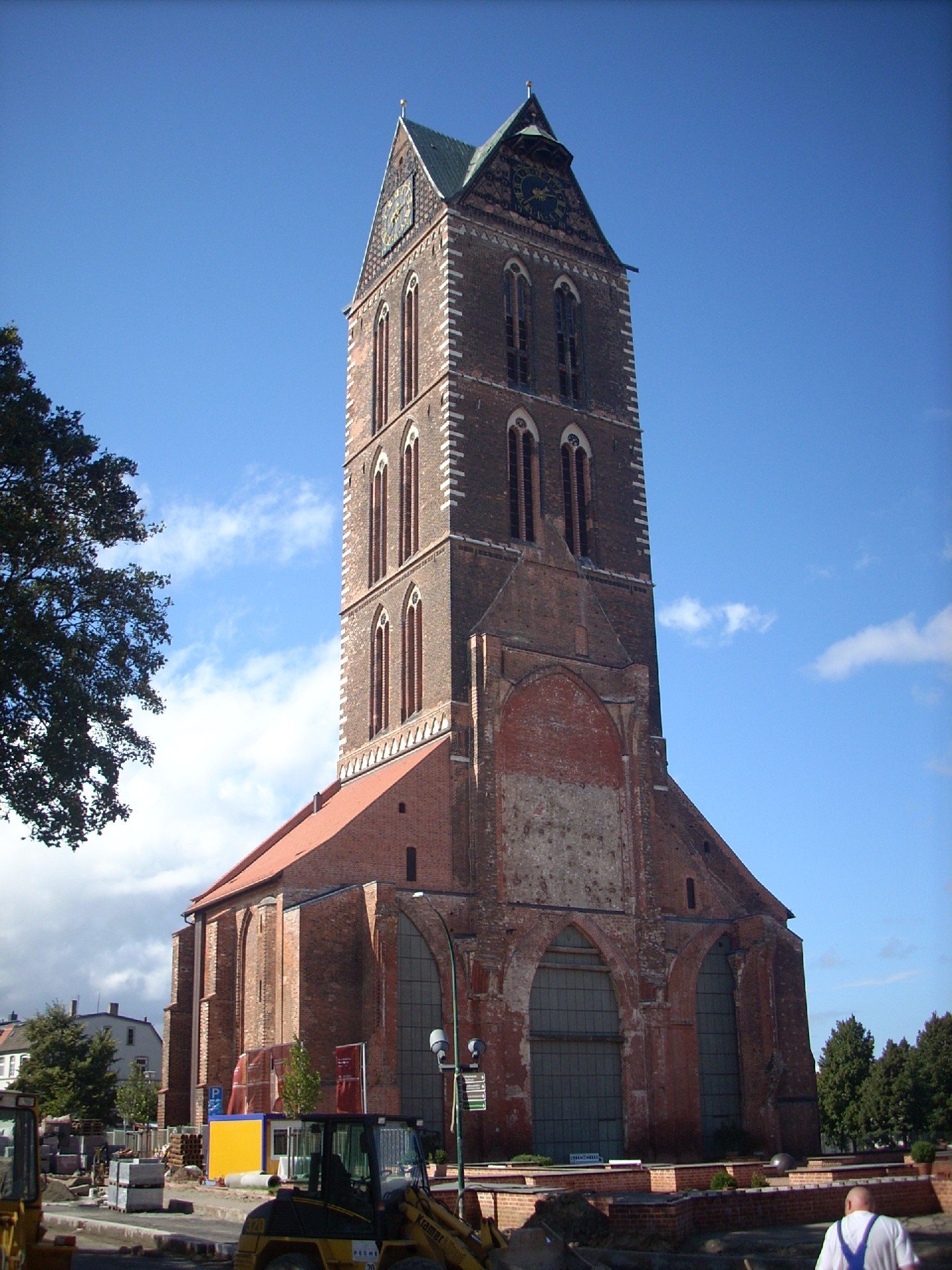
聖マリア教会の塔
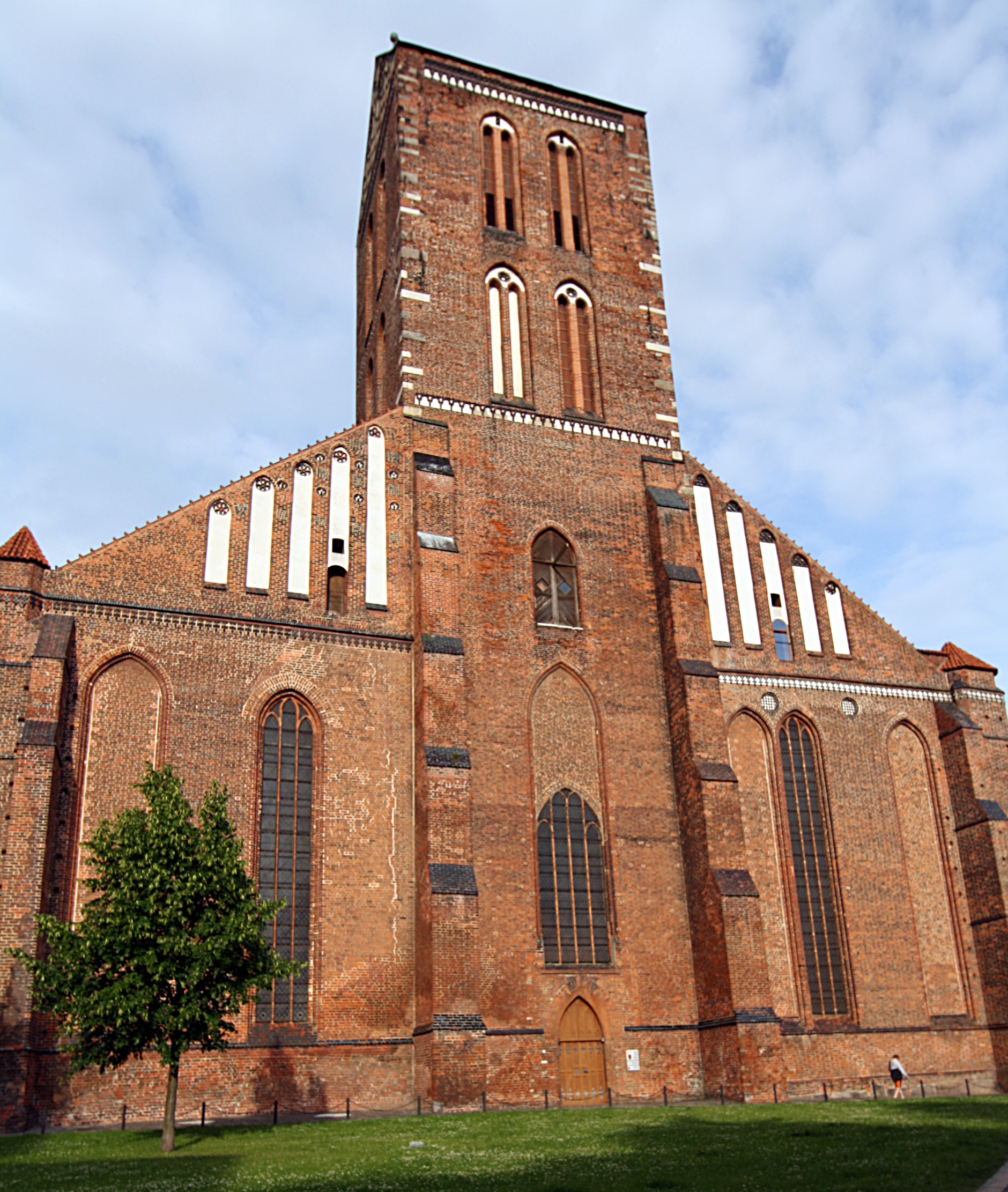
聖ニコライ教会
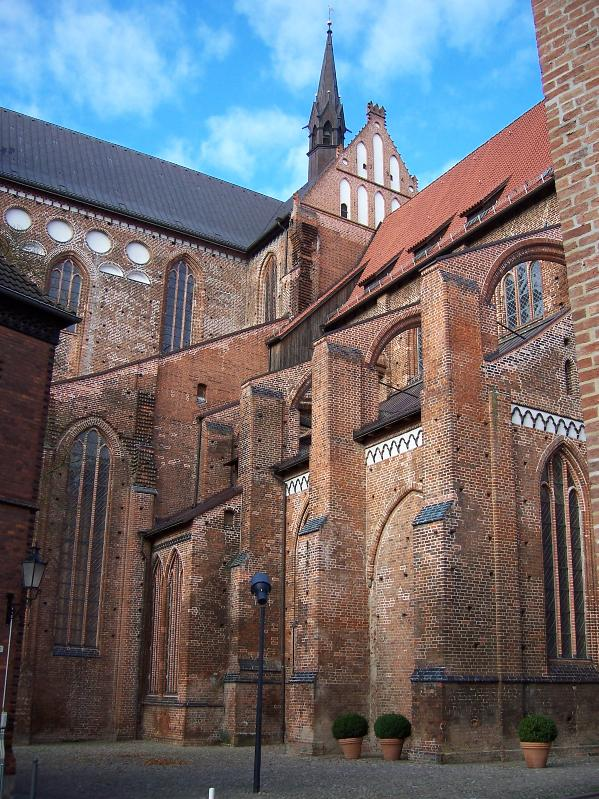
聖ゲオルク教会
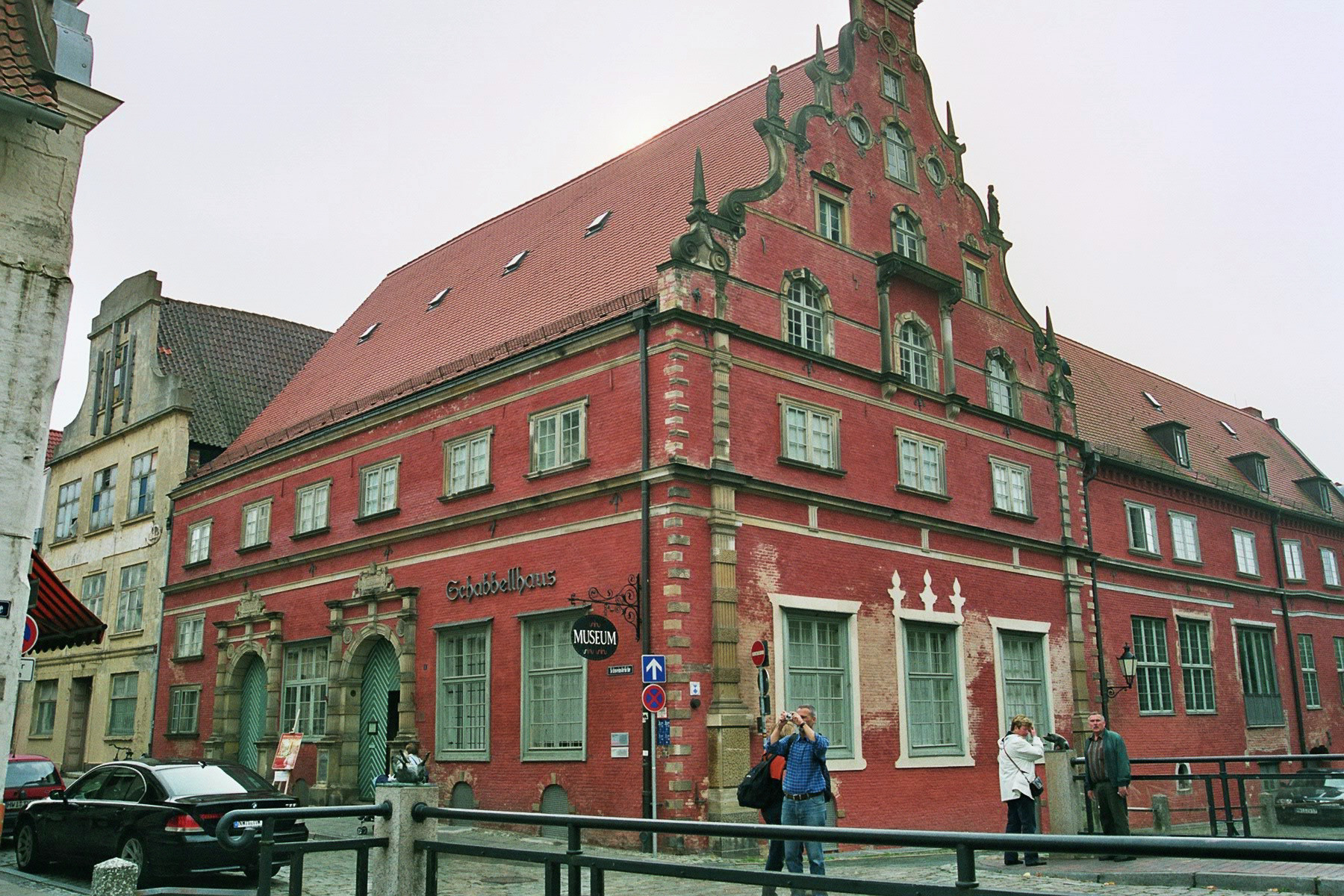
シャッベルハウス

### シュトラールズント
シュトラールズントは「鋭い矢」が語源で、三方を水に囲まれた尖った地形に由来するという。美しい街並みから「ハンザの宝石」の異名をとる。
市庁舎はレンガ造りのファサードが美しく、尖塔や透かし模様が特筆される。その透かし模様は、リューベック市庁舎を模倣したものである。市庁舎1階にはかつて40軒ほどが軒を連ねる問屋街が形成されており、主として毛織物の取引がされていたが、現在は黒い柱が並ぶ通路のみが残る。その市庁舎の前にある広場がアルター・マルクトであり、聖ニコライ教会が隣接する。聖ニコライ教会と市庁舎は内部で繋がっているが、これは、かつてハンザ商人が市の参事会員の多くを占めていた時代に、利便性を考慮したものだという。
ヴィスマール、シュトラールズントとも聖ニコラウスの名を冠する教会があるのは、彼が船乗りの守護聖人とされるからである。
もう一つの広場ノイアー・マルクトには、かつての大聖堂や修道院を転用した文化歴史博物館、海洋博物館がある。
世界遺産登録面積は88 ha（緩衝地帯 340 ha）である。

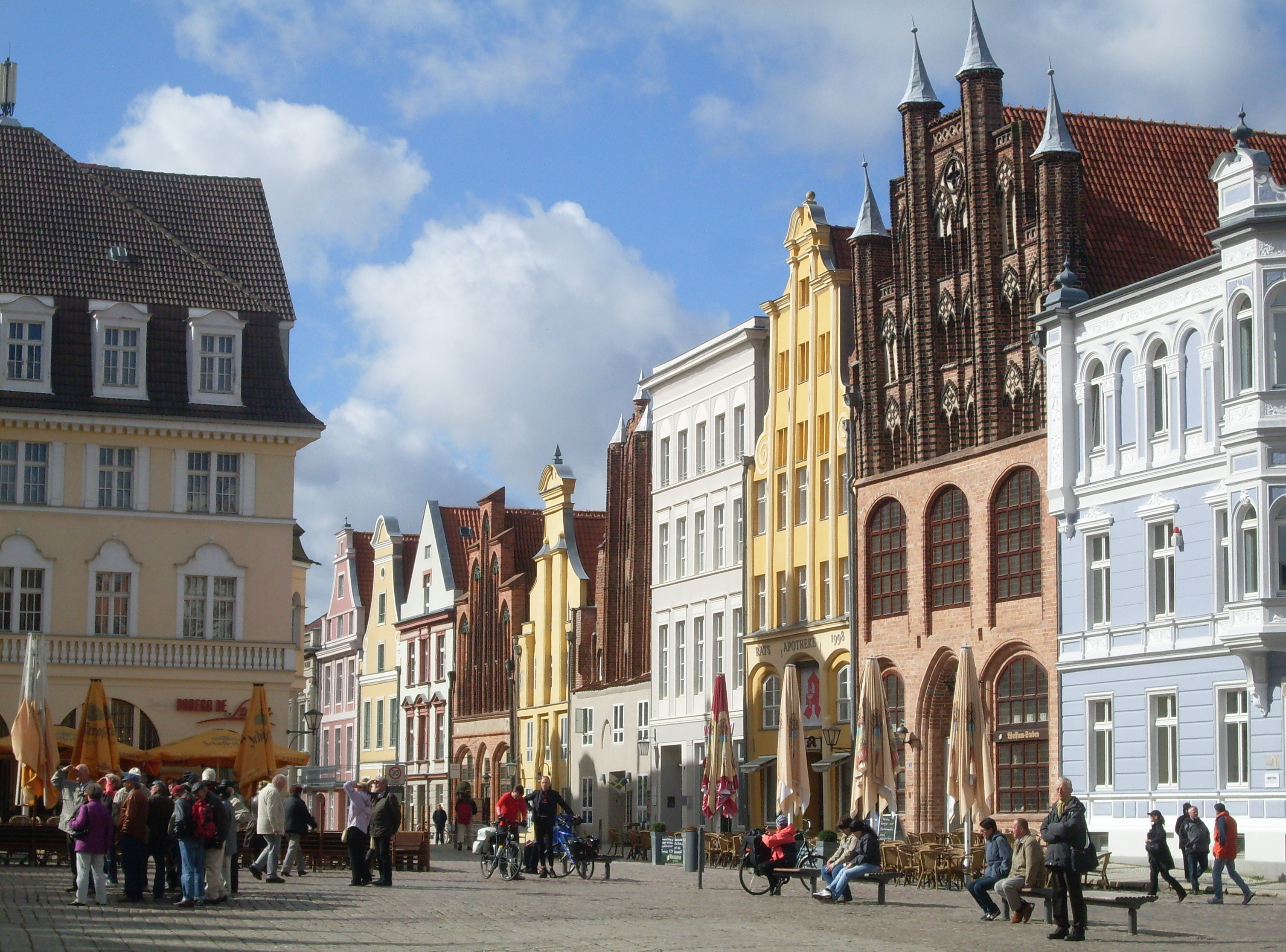
アルター・マルクト
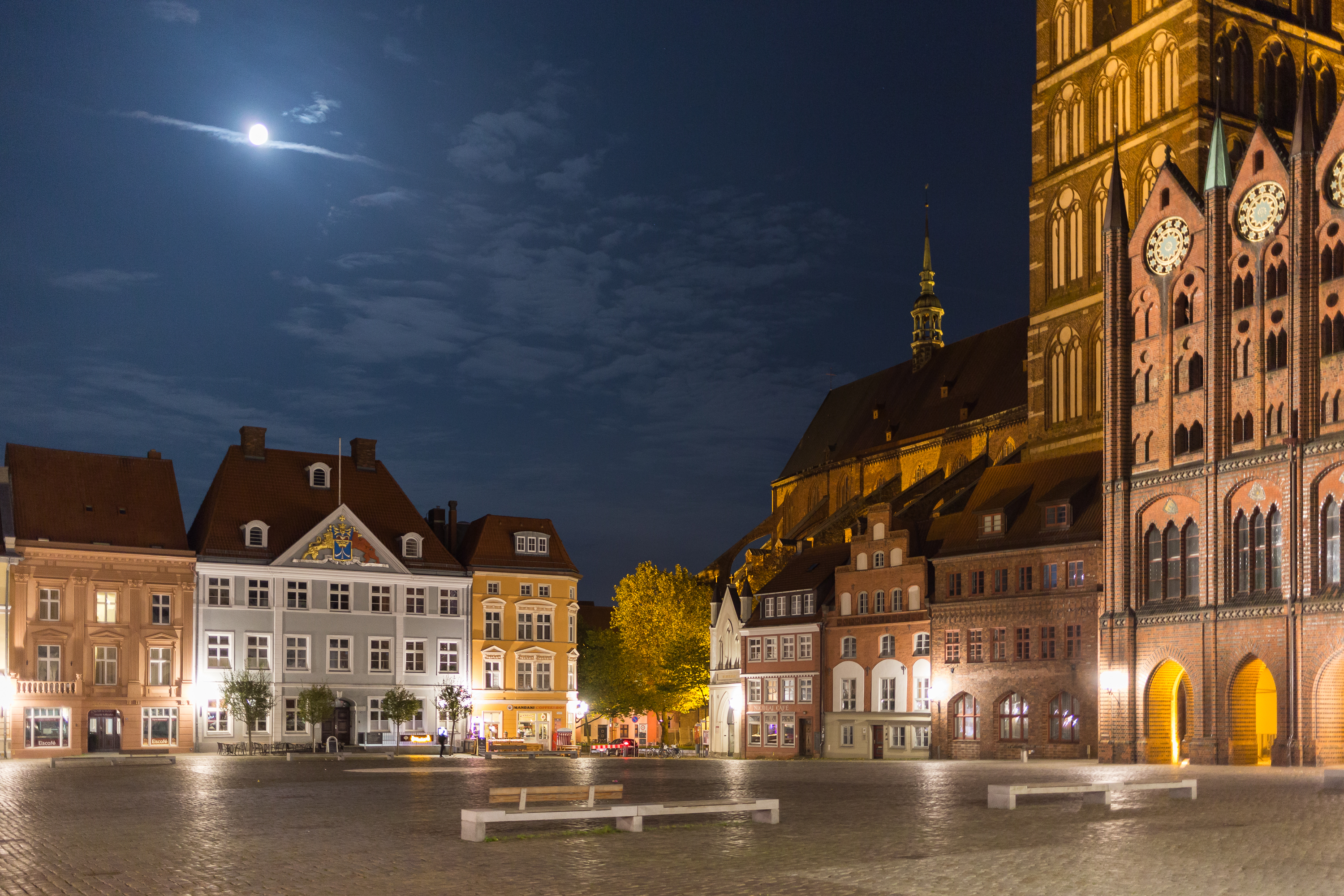
アルター・マルクトの夜景
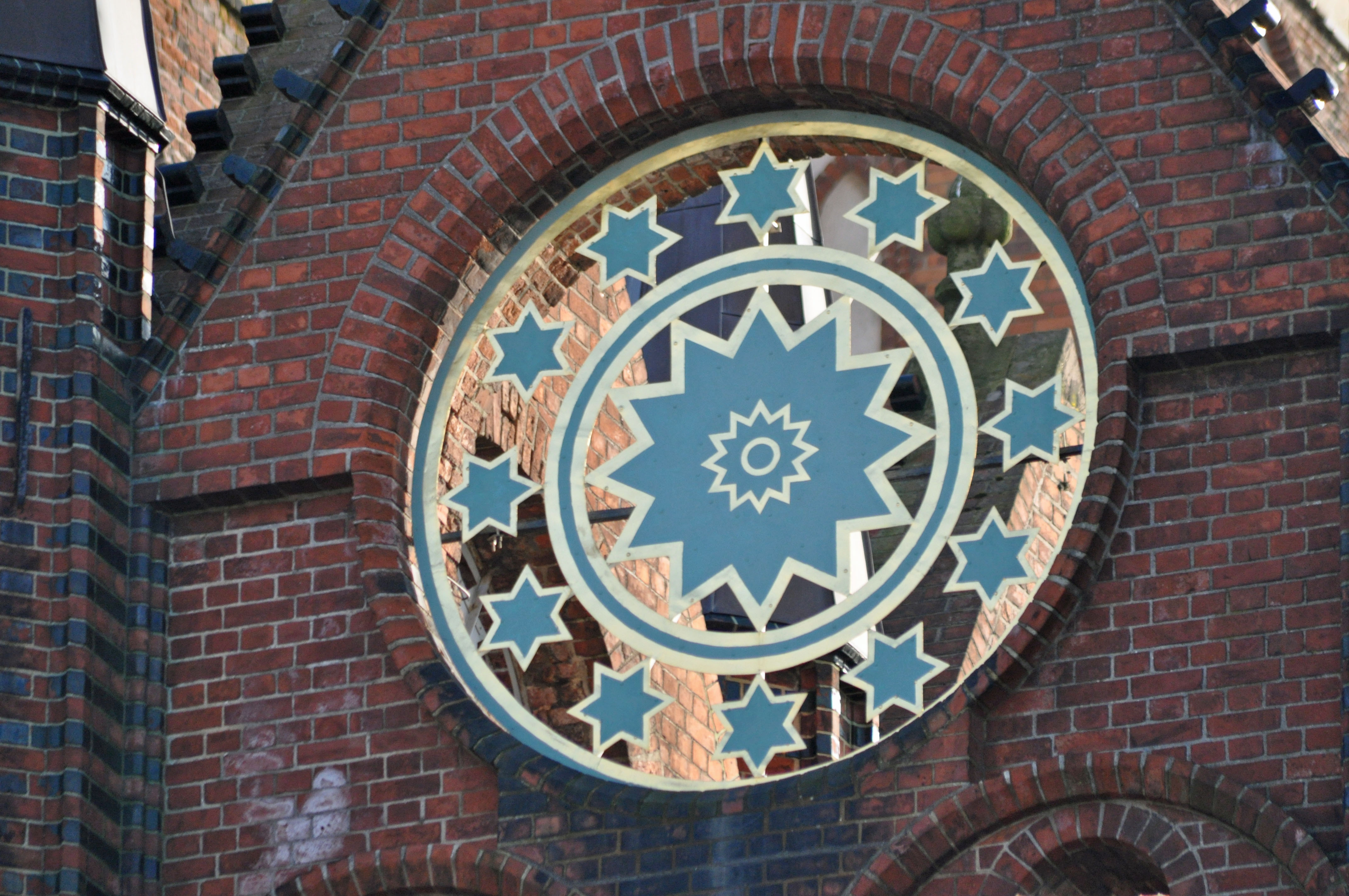
市庁舎のファサードの透かし模様
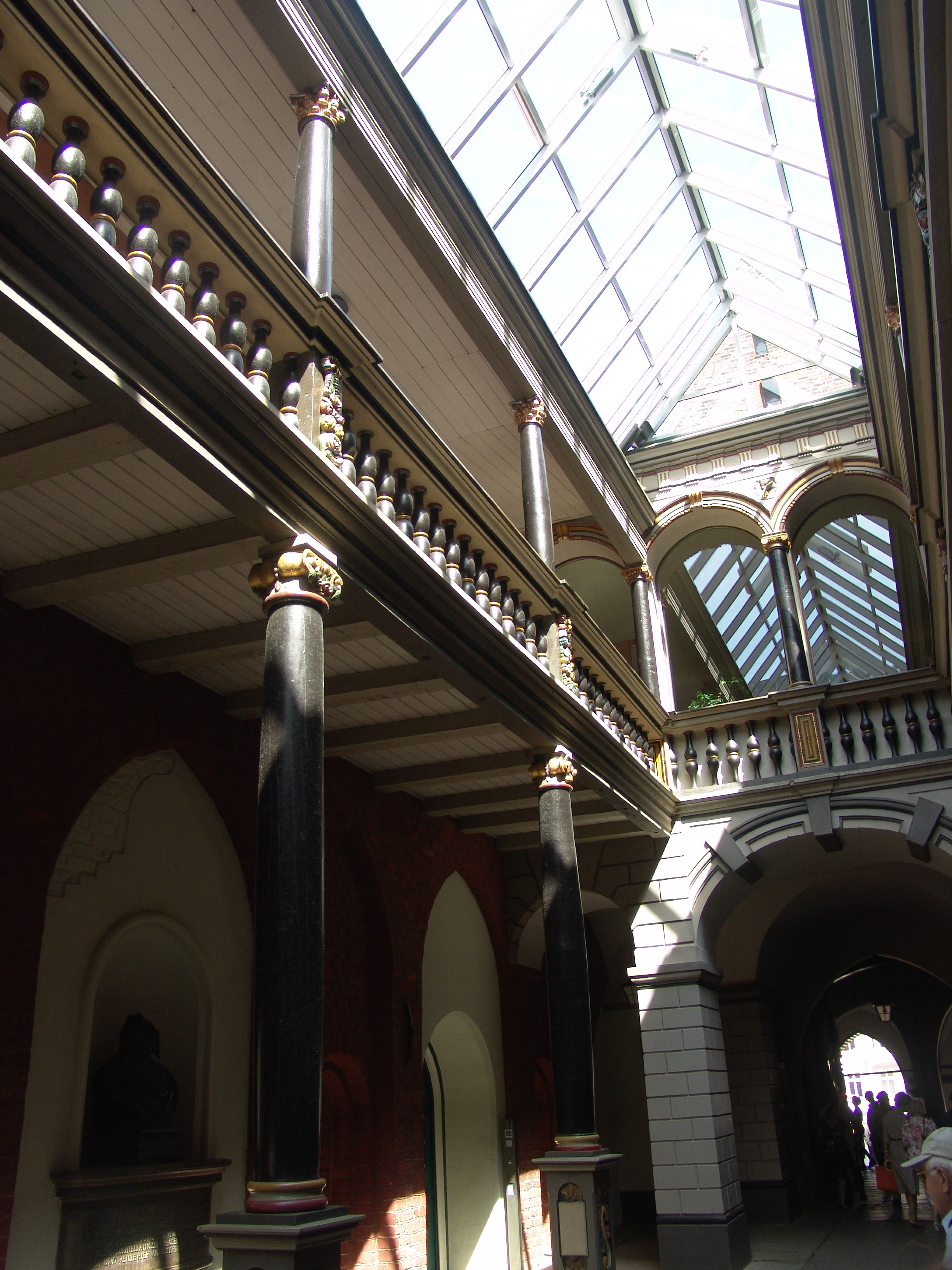
市庁舎1階
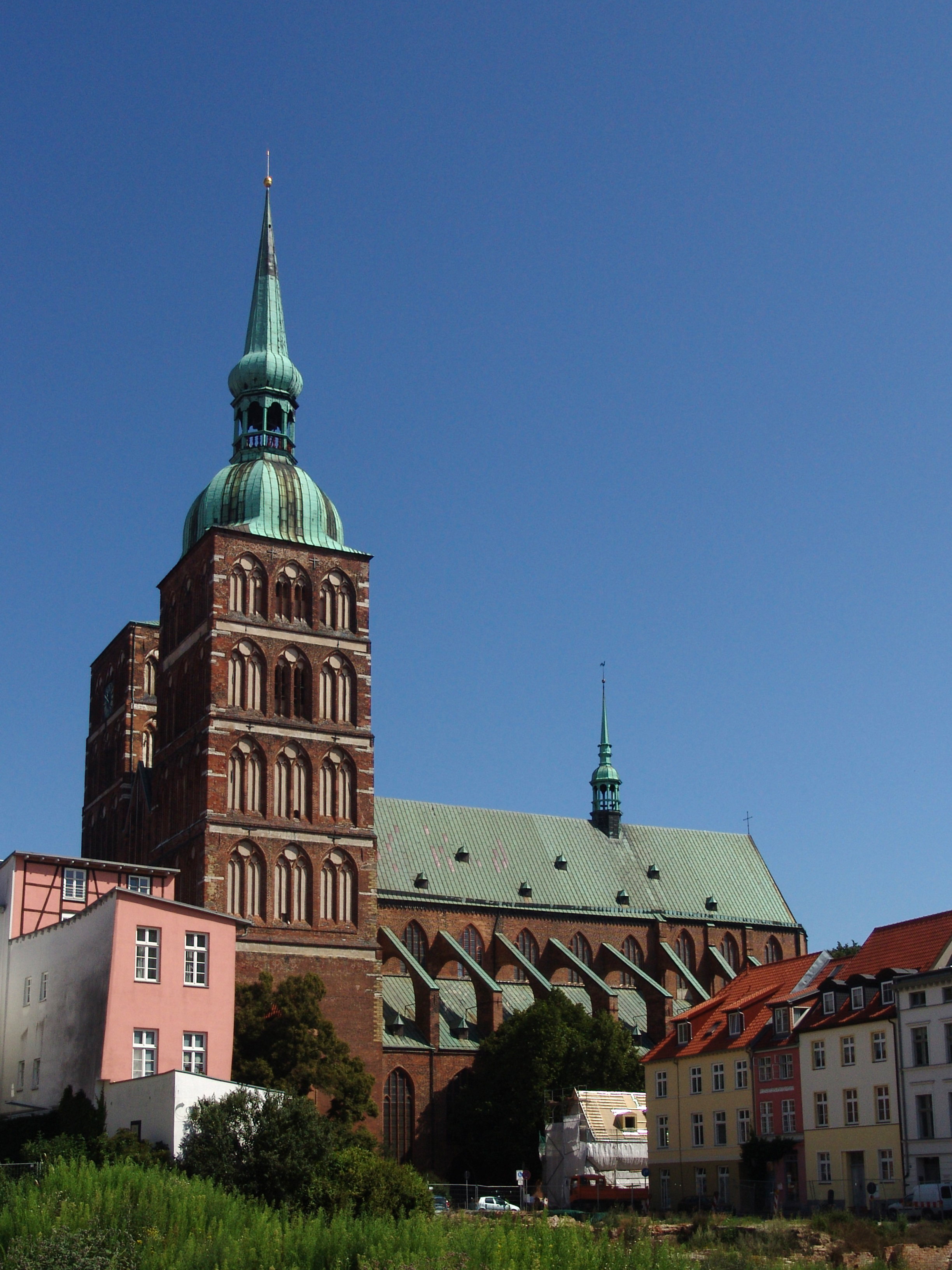
聖ニコライ教会
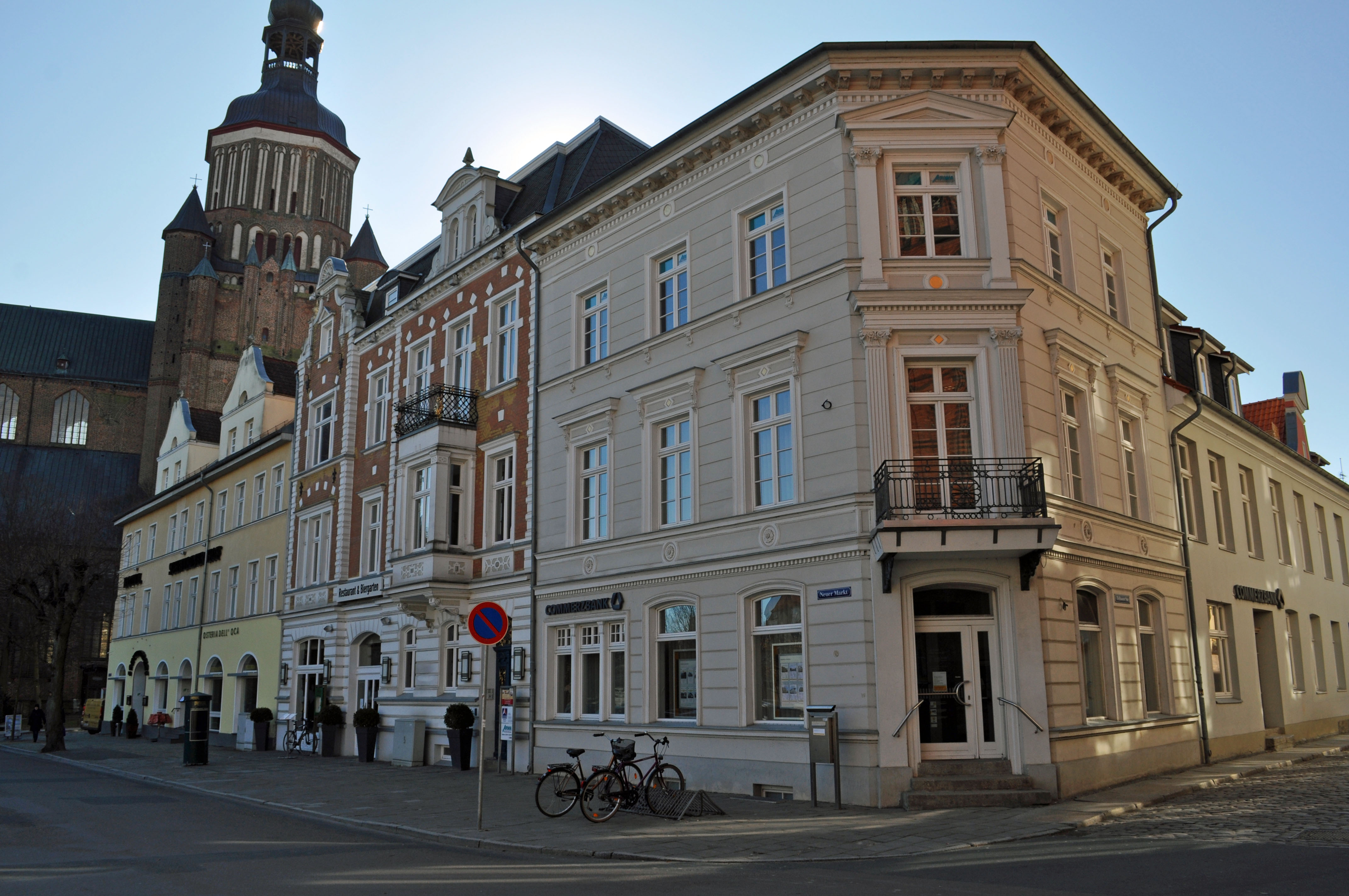
ノイアー・マルクト

## 登録経緯
この物件が正式に推薦されたのは、2000年12月28日のことだった。この時点で、ハンザ同盟と結びつきのある歴史地区や港湾施設は、すでに世界遺産にいくつも登録されていた。ブリッゲン（ノルウェーの世界遺産、1979年）、ハンザ同盟都市ヴィスビュー（スウェーデンの世界遺産、1995年）、タリン歴史地区（エストニアの世界遺産、1997年）、リガ歴史地区（ラトビアの世界遺産、1997年）などがそれである。特にハンザ都市リューベック（ドイツの世界遺産、1987年）は、位置関係からも非常に類似し、その拡大登録ではなく新規の登録とする以上は、リューベックと異なる価値が示されねばならない。また、上述の通り、歴史的経緯からすれば、ロストックを含めない理由も必要になる。
こうした点に対し、世界遺産委員会の諮問機関である国際記念物遺跡会議 (ICOMOS) は、
- ハンザ同盟の中でもヴェンド人の地区を代表すること。
- 同じ地区のリューベックが同盟の揺籃期（13世紀）を代表するのに対し、シュトラールズントとヴィスマールは盛期（14世紀）を代表する点で異なること。
- ロストックなど、同じ地区に属する世界遺産になっていない都市に比べて、かつての街並みの保存状態が良好であること。

などの点を挙げ、シュトラールズントとヴィスマールには固有の顕著な普遍的価値を認められるとし、「登録」を勧告した。
初の6月開催となった第26回世界遺産委員会（2002年）では勧告を踏まえ、正式に登録された。前回委員会から半年しか開いていなかったこともあり、この年の登録はわずか9件のみだったが、この物件はそのうちの一つである。

### 登録名
世界遺産としての正式登録名は、Historic Centres of Stralsund and Wismar （英語）、Centres historiques de Stralsund et Wismar （フランス語）である。その日本語訳は資料によって以下のように、主として都市名表記の面で若干の揺れがある。
- シュトラールズント及びヴィスマルの歴史地区 - 日本ユネスコ協会連盟[28]
  - 当初は「及び」が「および」と、ひらがな表記になっていた[3]。
- シュトラールズントとヴィスマルの歴史地区 - 古田陽久・古田真美[29]
- シュトラールズント及びヴィスマールの歴史地区 - 世界遺産検定事務局ほか[2][30]
- シュトラールズントとヴィスマールの歴史地区 - 谷治正孝[31]
- シュトラールズンドとヴィスマールの歴史地区 - 青柳正規[7]
- シュトラルズント歴史地区とウィスマール歴史地区 - ブリタニカ国際大百科事典[32]

## 登録基準
この世界遺産は世界遺産登録基準のうち、以下の条件を満たし、登録された（以下の基準は世界遺産センター公表の登録基準からの翻訳、引用である）。
- (2) ある期間を通じてまたはある文化圏において、建築、技術、記念碑的芸術、都市計画、景観デザインの発展に関し、人類の価値の重要な交流を示すもの。
  - ICOMOSはこの基準の適用理由について、「ヴィスマールとシュトラールズントは、13世紀から15世紀のハンザ同盟ヴェンド人セクションの主導的中心都市であり、17・18世紀にはスウェーデン王国領として、行政および防衛の中心地となった。それらの都市はバルト海地方に独特なレンガ建築技術や建築様式の発展と普及、ならびにスウェーデン時代の防衛システム群の発展に貢献した」[33]と説明した。

- (4) 人類の歴史上重要な時代を例証する建築様式、建築物群、技術の集積または景観の優れた例。
  - ICOMOSはこちらの基準について、「シュトラールズントとヴィスマールは、ハンザ貿易都市で典型的となる建築技術・都市形態の発展にとって決定的に重要であり、そのことは、主要な教区聖堂やシュトラールズント市庁舎、そしてディーレンハウスのような商業建築に、よく伝えられている」[33]とした。